# Moloch (computerterm)
Moloch als computerterm is een benaming die gebruikt wordt voor een computerprogramma dat zoals opgezet associaties oproept met een monoliet. Het is een groot, log programma, dat gesloten is opgezet, zonder gebruik te maken van gangbare modulaire componenten. Deze term is vooral een reactie op de jaren 60 en 70 van de twintigste eeuw waar massale gegevensverwerking gebeurde met computerprogramma's in COBOL en op grote watergekoelde mainframes die letterlijk vierkante meters groot waren.